# Alexandru Sihleanu

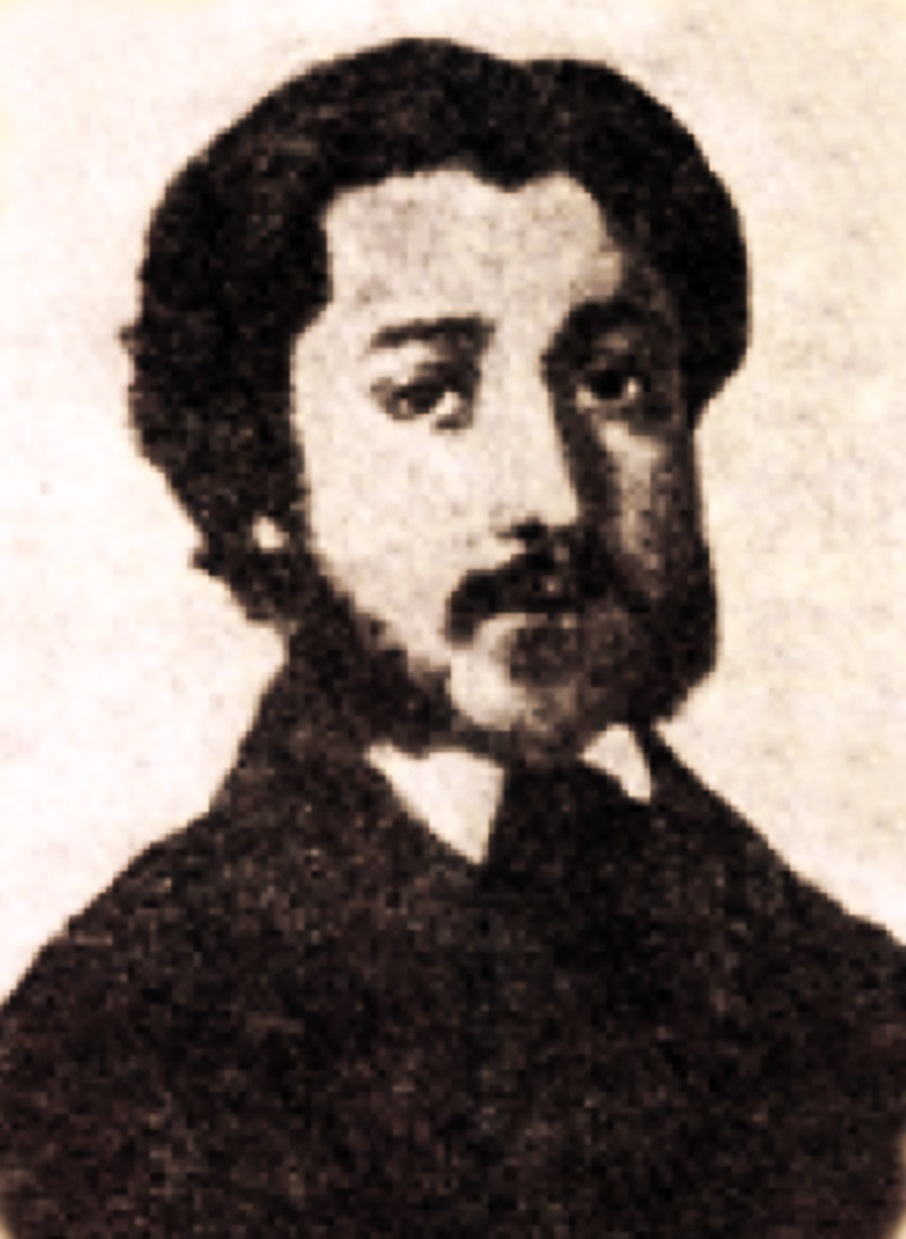

Alexandru Z. Sihleanu (n. 6 ianuarie 1834, București, Țara Românească – d. 14 martie 1857, București, Țara Românească) a fost un poet romantic român. 

## Biografie
Tatăl său, Zamfirache Sihleanu, a fost paharnic și administrator al fostului județ Râmnicu Sărat. Mama se numea Maria, născută Popescu. Sora sa mai mare, Elena, s-a căsătorit cu Ion C. Grădișteanu.
A copilărit în castelul și parcul construite de tatăl său pe moșia de la Sihla. Apoi a fost dat la școală la pensionul „Monty", după care a urmat cursurile la Colegiul „Sf. Sava" din București.
A fost trimis la Liceul „Louis le Grand" din Paris, unde și-a luat bacalaureatul în 1853. În 1851, în timpul studiilor la Paris, a redactat, împreună cu colegii săi Alexandru Odobescu și Gheorghe Crețeanu, ziarul „Junimea română”.
S-a întors în țară în 1855, unde a intrat în cercul ziarului "Concordia".
În 1857, la 14 martie, Alexandru Sihleanu a murit la București, bolnav de antrax. 
În același an a apărut volumul Armonii intime cu 24 din poeziile sale care cuprinde meditații, reverii și balade, dominate de sentimentul fantasticului și al macabrului. Cu toate că avea un vers curgător și imaginație puternică, Alexandru Sihleanu nu reușise să se libereze de influențele modelelor sale franceze și românești, mai ales Dimitrie Bolintineanu. „Strigoiul” este una din poeziile cu mai multă mișcare, dar de un romantism exagerat. În același ton este și poema „Logodnicii morții”. În satira „Cișmegiul”, Sihleanu vădește notabile aptitudini de polemist.
În 1877, trupul său a fost reînhumat la Sihlea.